# Той самой ночью
«Той самой ночью» (англ. That Night) — американский художественный фильм, поставленный режиссёром Крейгом Болотином по одноимённому роману Элис Макдермотт.

## Сюжет
Трогательную историю любви рассказывает двенадцатилетняя Элис о своей семнадцатилетней соседке Шерил, окна которой расположены прямо напротив. Благодаря этому Элис знает о Шерил всё: какую музыку она слушает, как одевается, что любит, что нет. В то же время Шерил, похоже, даже не подозревает о существовании соседки, незаметной девочки, которая вынуждена проводить время с соседскими детьми, которые издеваются над ней. У Шерил своя жизнь, влюблённости, неприятности… Дети часто боготворят старших и стараются быть на них похожими. Когда Шерил влюбляется в Рика, работающего в боулинге, соседи осуждают эту смелую и красивую пару, хотя многие в глубине души рады этому счастью.
И вот однажды на дне рождения одного из соседских детей над Элис опять решают жестоко подшутить: романтичную девочку заставляют играть в бутылочку, и под видом поцелуя кладут ей в рот лягушку. Не зная, куда бежать, Элис падает на газон дома Шерил. Так начинается их дружба.
Но Шерил забеременела, и мать заставляет её уехать в католический приют, где она ей предстоит родить ребёнка, которого отдадут другим. Но современные Ромео и Джульетта должны отстоять свою любовь, оставив Элис на всю жизнь в уверенности, что настоящая любовь существует.

## В ролях
| Актёр                  | Роль             |
| ---------------------- | ---------------- |
| Кристофер Томас Хауэлл | Рик              |
| Джульетт Льюис         | Шерил О'Коннор   |
| Хелен Шейвер           | Энн О'Коннор     |
| Элайза Душку           | Элис Блум        |
| Джон Доссетт           | Ларри Блум       |
| Джей Смит-Камерон      | Кэрол Блум       |
| Кэтрин Хайгл           | Кэтрин           |
| Адам Лефевр            | мистер Карпентер |